# Nazionale femminile di calcio della Svizzera
La nazionale femminile di calcio della Svizzera è la rappresentativa calcistica femminile internazionale della Svizzera, gestita dalla locale federazione calcistica (ASF-SFV).
In base alla classifica emessa dalla FIFA il 12 giugno 2025, la nazionale femminile occupa il 23º posto del FIFA/Coca-Cola Women's World Ranking.
Come membro dell'UEFA, partecipa a vari tornei di calcio internazionali, come al campionato mondiale FIFA, campionato europeo UEFA, ai Giochi olimpici estivi e ai tornei a invito come l'Algarve Cup o la Cyprus Cup.

## Storia
La prima partita non ufficiale di una squadra nazionale che rappresentava la Svizzera nel calcio femminile venne giocata nel 1970, quando la squadra partecipò alla prima edizione – non ufficiale – della Coppa del Mondo, organizzata in Italia. L'incontro, giocato a Salerno l'8 luglio e valido per il gruppo A, vide la Svizzera perdere contro l'Italia 2-1, con reti di Mella al 15' e Claudia Avon al 68' per le azzurre, mentre Ripamonti segnò il parziale 1-1 delle rossocrociate al 40'. La nazionale venne ufficialmente istituita nel 1972 e la prima partita internazionale riconosciuta da FIFA e ASV venne disputata a Basilea il 4 maggio dello stesso anno, partita pareggiata con la Francia 2-2.
Da allora la nazionale ha disputato partite amichevoli e tornei internazionali. Nell'estate 1978 partecipò alla Coppa Abruzzo, pareggiando con la Scozia e perdendo contro la Jugoslavia, venendo eliminata nella fase a gironi. Nel giugno 1979 prese parte alla Coppa Europa per Nazioni, organizzata in Italia: affrontò Inghilterra e Finlandia, perdendo contro le inglesi e pareggiando con le finlandesi. Nel 1982 iniziarono le qualificazioni al campionato europeo 1984 e la Svizzera venne inserita nel girone con Italia, Francia e Portogallo, terminando al terzo posto. Ha partecipato regolarmente alle qualificazioni al campionato europeo, accendendo alla fase finale per la prima volta nel 2017. Ha preso parte con regolarità anche alle qualificazioni al campionato mondiale, accendendo alla fase finale per la prima volta nel 2015.

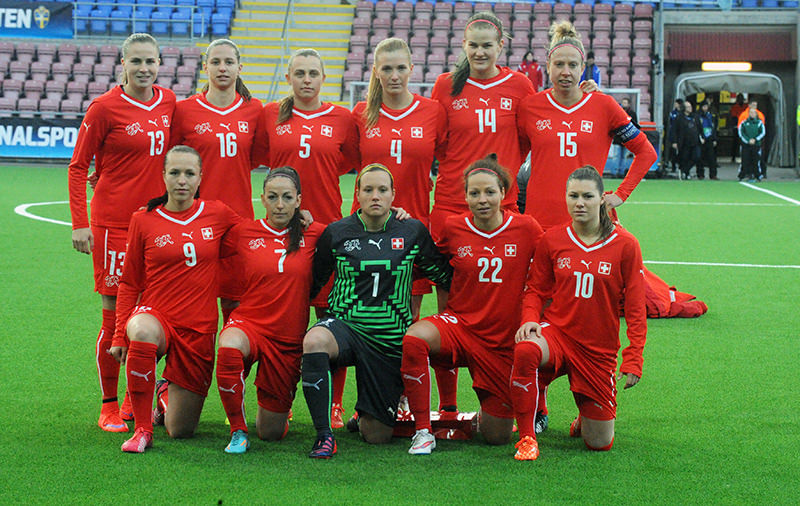
Formazione della nazionale svizzera per la partita del 5 aprile 2015 contro la.

Alle qualificazioni al campionato mondiale 2011 la Svizzera vinse il gruppo 6 davanti alla Russia, guadagnando l'accesso ai play-off. Dopo aver perso il primo turno contro l'Inghilterra per la qualificazione diretta, superò la Danimarca per andare a giocarsi l'accesso allo spareggio UEFA-CONCACAF contro l'Italia. La doppia sfida vide prevalere le italiane per 1-0 all'andata e per 4-2 al ritorno ad Aarau. La vittoria del gruppo 3 di qualificazione al campionato mondiale 2015 assicurò alle elvetiche l'accesso diretto alla fase finale della rassegna iridata. Al campionato mondiale 2015, organizzato in Canada, la Svizzera venne sorteggiata nel girone C con Giappone, Camerun ed Ecuador. Dopo aver perso l'esordio contro le giapponesi per 1-0, arrivò la vittoria per 10-1 contro le ecuadoriane, che eguagliò il record di maggior numero di reti realizzate in un'unica partita nella rassegna iridata, mentre la successiva sconfitta per 1-2 contro le camerunensi diede il terzo posto alle rossocrociate, che, grazie alla differenza reti favorevole, determinò il passaggio agli ottavi di finale. Il cammino della Svizzera si concluse agli ottavi con la sconfitta per 1-0 contro le padrone di casa del Canada.
Nel settembre 2016 le elvetiche vinsero il gruppo 6 delle qualificazioni al campionato europeo 2017 davanti all'Italia, accedendo per la prima volta alla fase finale della manifestazione continentale. A marzo 2017 la Svizzera vinse il suo primo trofeo internazionale, conquistando la Cyprus Cup. Dopo aver vinto il proprio girone, anche grazie a una vittoria per 6-0 contro l'Italia, in finale la vittoria sulla Corea del Sud arrivò grazie a una rete di Lara Dickenmann. Alla fase finale del campionato europeo 2017 le rossocrociate vennero sorteggiate nel gruppo C con Austria, Francia e Islanda. Dopo aver perso di misura l'esordio contro le austriache, arrivò la vittoria contro le islandesi e infine il pareggio con le francesi, che significò il terzo posto nel gruppo e conseguente eliminazione dal torneo.

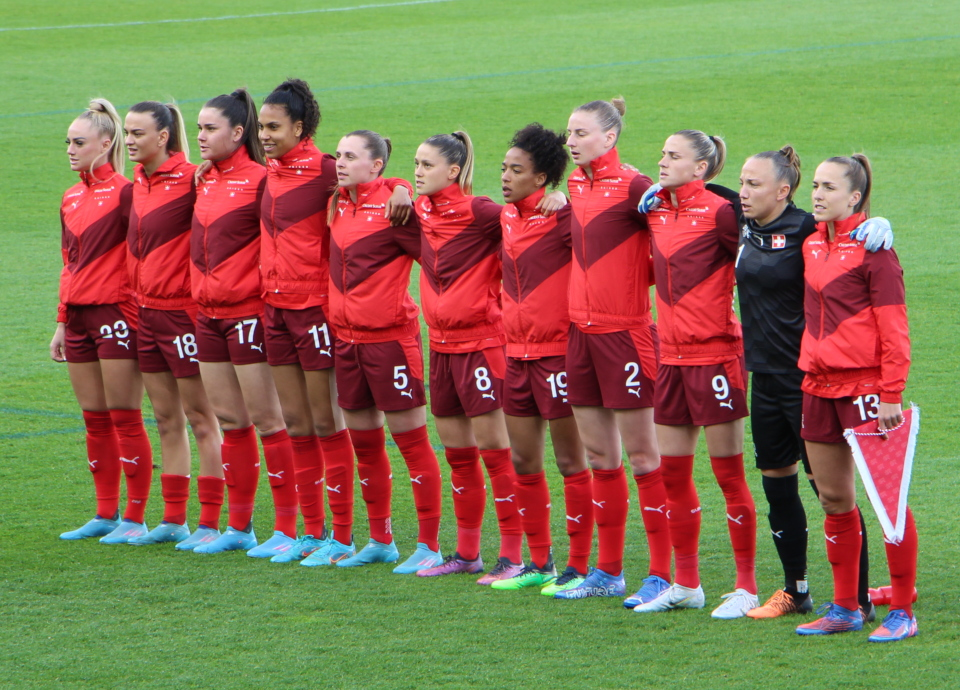
Formazione della nazionale svizzera per la partita dell'8 aprile 2022 contro la.

La qualificazione al campionato mondiale 2019 sfumò ai play-off con la sconfitta contro i Paesi Bassi, dopo che in semifinale il Belgio era stato superato grazie alla regola dei gol fuori casa. Nelle successive qualificazioni al campionato europeo, la Svizzera concluse al secondo posto dietro al Belgio il gruppo H, dopo aver perso il primo posto proprio nell'ultima partita del girone contro le belghe. Col secondo posto ebbe accesso ai play-off, dove affrontò la Rep. Ceca; dopo che sia l'andata che il ritorno si conclusero in parità sull'1-1, ai rigori vinse la nazionale elvetica, che ottenne, così, la qualificazione alla fase finale. Sorteggiata nel gruppo C della prima fase del campionato europeo 2022 con Svezia, Paesi Bassi e Portogallo, la Svizzera concluse il girone al terzo posto e con un solo punto conquistato, grazie al pareggio contro le lusitane.
La qualificazione alla fase finale del campionato mondiale 2023 giunse tramite i play-off UEFA. Infatti, la nazionale svizzera aveva concluso il gruppo G delle qualificazioni al secondo posto dietro all'Italia, vincendo l'ultima partita contro la Moldavia per 15-0, che risultò la vittoria più larga fino ad allora ottenuta. Nei play-off UEFA la Svizzera è entrata al secondo turno, dove ha affrontato e sconfitto il Galles dopo i tempi supplementari, grazie alla rete di Fabienne Humm nei minuti finali della partita, qualificandosi ai mondiali per la seconda volta. Sorteggiata nel gruppo A del campionato mondiale 2023 con Norvegia, Filippine e Nuova Zelanda, la nazionale elvetica concluse il raggruppamento al primo posto con una vittoria sulle Filippine e due 0-0, ottenendo la qualificazione alla fase a eliminazione diretta. Agli ottavi di finale giunse l'eliminazione dal mondiale dopo la netta sconfitta per 1-5 contro la Spagna, che poi vinse il campionato.

## Partecipazione ai tornei internazionali
Legenda: Grassetto: Risultato migliore, Corsivo: Mancate partecipazioni

## Palmarès
- Cyprus Cup: 1

2017

## Selezionatori
- 1972:  Jacques Gaillard
- 1972-1978:  Libero Taddei
- 1979-1986:  Bruno Streit
- 1987-1988:  Gerry Schmidli
- 1989-1992:  Hansruedi Wagner
- 1992-1997:  Alex Gebhart
- 1997-2000:  Simon Steiner
- 2000-2004:  Jost Leuzinger
- 2004-2011:  Béatrice von Siebenthal
- 2012-2018:  Martina Voss-Tecklenburg
- 2018-2022:  Nils Nielsen
- 2022-2023:  Inka Grings
- 2023-2024:  Reto Gertschen (ad interim)
- 2024-:  Pia Sundhage

## Tutte le rose

### Campionato mondiale
Campionato mondiale FIFA 20151 Thalmann, 2 Remund, 3 Betschart, 4 Rinast, 5 Maritz, 6 Kuster, 7 Moser, 8 Zehnder, 9 Wälti, 10 Bachmann, 11 Dickenmann, 12 Michel, 13 Crnogorčević, 14 Kiwic, 15 Abbé, 16 Humm, 17 Ismaili, 18 Bürki, 19 Aigbogun, 20 Schwarz, 21 Oehrli, 22 Bernauer, 23 Deplazes, CT: Voss-Tecklenburg
Campionato mondiale FIFA 20231 Thalmann, 2 Stierli, 3 Marti, 4 Felber, 5 Maritz, 6 Reuteler, 7 Arfaoui, 8 Riesen, 9 Crnogorčević, 10 Bachmann, 11 Sow, 12 Peng, 13 Wälti, 14 Rey, 15 Bühler, 16 Mauron, 17 Piubel, 18 Calligaris, 19 Aigbogun, 20 Humm, 21 Friedli, 22 Terchoun, 23 Lehmann, CT: Grings

### Campionato europeo
Campionato d'Europa UEFA 20171 Thalmann, 2 Brunner, 3 Terchoun, 4 Rinast, 5 Maritz, 6 Reuteler, 7 Moser, 8 Zehnder, 9 Crnogorčević, 10 Bachmann, 11 Dickenmann, 12 Michel, 13 Wälti, 14 Kiwic, 15 Abbé, 16 Humm, 17 Betschart, 18 Calligaris, 19 Aigbogun, 20 Mauron, 21 Friedli, 22 Bernauer, 23 Bürki, CT: Voss-Tecklenburg
Campionato d'Europa UEFA 20221 Thalmann, 2 Stierli, 3 Marti, 4 Rinast, 5 Maritz, 6 Reuteler, 7 Xhemaili, 8 Maendly, 9 Crnogorčević, 10 Bachmann, 11 Sow, 12 Peng, 13 Wälti, 14 Kiwic, 15 Bühler, 16 Mauron, 17 Fölmli, 18 Calligaris, 19 Aigbogun, 20 Humm, 21 Friedli, 22 Riesen, 23 Terchoun, CT: Nielsen
Campionato d'Europa UEFA 20251 Herzog, 2 Stierli, 3 Wandeler, 4 Ivelj, 5 Maritz, 6 Reuteler, 7 Xhemaili, 8 Riesen, 9 Crnogorčević, 10 Terchoun, 11 Sow, 12 Peng, 13 Wälti, 14 Vallotto, 15 Ballesté, 16 Mauron, 17 Fölmli, 18 Calligaris, 19 Beney, 20 Pilgrim, 21 Böhi, 22 Schertenleib, 23 Lehmann, CT: Sundhage

## Rosa
Lista delle 23 giocatrici convocate dalla selezionatrice Pia Sundhage per il campionato europeo 2025. Presenze e reti aggiornate al momento della convocazione.
| N. | Pos. | Giocatore              | Data nascita (età)         | Pres. | Reti | Squadra               |  |
| -- | ---- | ---------------------- | -------------------------- | ----- | ---- | --------------------- |  |
|    | P    | Nadine Böhi            | 21 novembre 2003 (21 anni) | 0     | 0    | San Gallo             |  |
|    | P    | Elvira Herzog          | 5 marzo 2000 (25 anni)     | 21    | 0    | RB Lipsia             |  |
|    | P    | Livia Peng             | 14 marzo 2002 (23 anni)    | 9     | 0    | Werder Brema          |  |
|    |      |                        |                            |       |      |                       |  |
|    | D    | Luana Bühler           | 28 aprile 1996 (29 anni)   | 60    | 3    | Tottenham             |  |
|    | D    | Viola Calligaris       | 17 marzo 1996 (29 anni)    | 66    | 8    | Juventus              |  |
|    | D    | Noemi Ivelj            | 1º novembre 2006 (18 anni) | 10    | 1    | Grasshopper           |  |
|    | D    | Noelle Maritz          | 23 dicembre 1995 (29 anni) | 128   | 2    | Aston Villa           |  |
|    | D    | Nadine Riesen          | 11 aprile 2000 (25 anni)   | 29    | 1    | Eintracht Francoforte |  |
|    | D    | Julia Stierli          | 3 aprile 1997 (28 anni)    | 47    | 1    | Friburgo              |  |
|    |      |                        |                            |       |      |                       |  |
|    | C    | Sandrine Mauron        | 19 dicembre 1996 (28 anni) | 45    | 2    | Servette Chênois      |  |
|    | C    | Géraldine Reuteler     | 21 aprile 1999 (26 anni)   | 76    | 13   | Eintracht Francoforte |  |
|    | C    | Coumba Sow             | 27 agosto 1994 (30 anni)   | 55    | 13   | Basilea               |  |
|    | C    | Smilla Vallotto        | 23 novembre 2004 (20 anni) | 22    | 2    | Hammarby              |  |
|    | C    | Lia Wälti              | 19 aprile 1993 (32 anni)   | 117   | 5    | Arsenal               |  |
|    | C    | Leila Wandeler         | 11 aprile 2006 (19 anni)   | 0     | 0    | Olympique Lione       |  |
|    | C    | Riola Xhemaili         | 5 marzo 2003 (22 anni)     | 30    | 5    | PSV                   |  |
|    |      |                        |                            |       |      |                       |  |
|    | A    | Iman Beney             | 23 luglio 2006 (18 anni)   | 10    | 0    | Young Boys            |  |
|    | A    | Ana-Maria Crnogorčević | 3 ottobre 1990 (34 anni)   | 168   | 74   | Seattle Reign         |  |
|    | A    | Svenja Fölmli          | 19 agosto 2002 (22 anni)   | 25    | 4    | Friburgo              |  |
|    | A    | Alisha Lehmann         | 21 gennaio 1999 (26 anni)  | 59    | 8    | Juventus              |  |
|    | A    | Alayah Pilgrim         | 29 aprile 2003 (22 anni)   | 13    | 3    | Roma                  |  |
|    | A    | Sydney Schertenleib    | 30 gennaio 2007 (18 anni)  | 12    | 2    | Barcellona            |  |
|    | A    | Meriame Terchoun       | 27 ottobre 1995 (29 anni)  | 43    | 3    | Digione               |  |

## Statistiche
Partite disputate dalla nazionale della Svizzera, aggiornate al 3 giugno 2025.
|              | Nr. partite | Vittorie | Nulle | Sconfitte | Reti fatte | Reti subite |
| ------------ | ----------- | -------- | ----- | --------- | ---------- | ----------- |
| Ospitante    | 180         | 70       | 32    | 78        | 323        | 304         |
| Campo neutro | 13          | 3        | 5     | 5         | 17         | 15          |
| Ospite       | 195         | 59       | 31    | 105       | 256        | 387         |
| Totale       | 388         | 132      | 68    | 188       | 596        | 706         |